# Archibald Wavell
Archibald Percival Wavell, 1º Conde de Wavell GCB GCSI GCIE CMG MC KStJ PC (Colchester, Essex, 5 de maio de 1883 – Westminster, Londres, 24 de maio de 1950) foi um oficial inglês de alta patente do exército britânico.

## Biografia
Ele serviu na Segunda Guerra dos Bôeres, em uma expedição militar em Peshawar (Khyber Pakhtunkhwa) e na Primeira Guerra Mundial, sendo que acabou sendo ferido durante a Segunda Batalha de Ypres. Ele também serviu durante a Segunda Guerra Mundial, inicialmente como comandante das tropas britânicas no Oriente Médio, onde ele conduziu seus soldados a vitórias contra os italianos no oeste do Egito e leste da Líbia durante a Operação Compass, em dezembro de 1940, mas acabou sendo derrotado pelo exército alemão no Deserto Ocidental em abril de 1941. Archibald foi eventualmente servir como Comandante-em-chefe da Índia britânica, de julho de 1941 até junho de 1943, posteriormente se tornando Vice-rei da Índia até sua aposentadoria, em fevereiro de 1947.

## Publicações

### Livros
- Tsar Nicholas II by Andrei Georgievich Elchaninov. Translated from the Russian by Archibald Percival Wavell. [S.l.]: Hugh Rees. 1913
- The Tsar and his People by Andrei Georgievich Elchaninov. Translated from the Russian by Archibald P. Wavell. [S.l.]: Hugh Rees. 1914
- The Palestine Campaigns. London: Constable. 1933. OCLC 221723716
- Allenby, A Study in Greatness: The Biography of Field-Marshal Viscount Allenby of Megiddo and Felixstowe, G.C.B., G.C.M.G. Londres: Harrap. 1940. OCLC 224016319
- Generals and Generalship: The Lees Knowles Lectures Delivered at Trinity College, Cambridge in 1939. Times. London: [s.n.] 1941. OCLC 5176549
- Soldiers and Soldiering or Epithets of War. London: J. Cape. 1953. OCLC 123277730
- Other Men's Flowers: An Anthology of Poetry. London: J. Cape. 1977 [1944]. OCLC 10681637
- Other Men's Flowers: An Anthology of Poetry Memorial ed. London: Pimlico. 1992 [1952]; "esta primeira edição em brochura contém não apenas a introdução e anotações do próprio Lord Wavell, mas também a introdução escrita por seu filho, a quem o livro foi originalmente dedicado".
- Allenby, Soldier and Statesman. London: White Lion. 1974 [1946]. ISBN 0-85617-408-4
- Speaking Generally: broadcasts, Orders and Addresses in time of war (1939–43). London: Macmillan. 1946. OCLC 2172221
- The Good Soldier. London: Macmillan. 1948. OCLC 6834669
- Wavell: The Viceroy's Journal. Londres: Oxford University Press. 1973. ISBN 0-19-211723-8

### Contribuições para periódicos
- Despachos Oficiais do Oriente Médio de dezembro de 1940 a fevereiro de 1941 publicados no «No. 37628». The London Gazette (Supplement). 25 de junho de 1946. pp. 3261–3269
- Despachos Oficiais do Oriente Médio de fevereiro de 1941 a julho de 1941 publicados no «No. 37638». The London Gazette (Supplement). 2 de julho de 1946. pp. 3423–3444
- Despachos oficiais do Irã, Iraque e Síria de abril de 1941 a janeiro de 1942 publicados em «No. 37685». The London Gazette (Supplement). 13 de agosto de 1946. pp. 4093–4101
- Despachos oficiais da Índia de março de 1942 a dezembro de 1942 publicados no «No. 37728». The London Gazette (Supplement). 17 de setembro de 1946. pp. 4663–4671